# غوردون بارسونز
غوردون بارسونز (17 أكتوبر 1959 في المملكة المتحدة - ) (بالإنجليزية: Gordon Parsons)‏ هو لاعب كريكت بريطاني. لعب مع نادي وارويكشاير للكريكيت ‏ ونادي مقاطعة ليسترشاير للكريكت ‏ وBoland (cricket team) ‏ وNorthern Cape (cricket team) ‏.

## وصلات خارجية
- غوردون بارسونز على موقع إي آس بي آن كريك إنفو (الإنجليزية)